# Raúl Muñoz (piłkarz chilijski)
Raúl Andrés Muñoz Mardones (ur. 25 maja 1975 w Curicó) – chilijski piłkarz grający na pozycji obrońcy.